# Bledisloe Cup 1994
Come in altre occasioni recenti, la Bledisloe Cup 1994 viene assegnata su una sola partita disputata in un solo match, questa volta in Australia. I "Wallabies" riconquistano il trofeo.
| Arbitro: | Ed Morrison |

|                |      |         |
| Kearns, Little | mt   | Howarth |
| Knox 2         | tr   | Howarth |
| Knox           | c.p. | Howarth |